# IC 672
IC 672 ist eine linsenförmige Galaxie vom Hubble-Typ S0-a im Sternbild Becher südlich des Himmelsäquators. Sie ist schätzungsweise 337 Millionen Lichtjahre von der Milchstraße entfernt.
Das Objekt wurde am 19. April 1892 vom französischen Astronomen Stéphane Javelle entdeckt.